# David Steel (oficial naval)
Sir David George Steel, KBE , KStJ , DL (nacido el 6 de abril de 1961) es un oficial superior de la Royal Navy retirado que alcanzó el empleo de vicealmirante. Nombrado segundo lord del Mar entre 2012 y 2015, asumió el cargo de gobernador de Gibraltar el 11 de junio de 2020 hasta el 23 de mayo de 2024.

## Biografía
Steel nació el 6 de abril de 1961. Educado en Rossall School de Lancashire, acudió a la Universidad de Durham, donde estudió Derecho y se graduó en 1983.  Entró en el Colegio de abogados en 1988. 

## Trayectoria
Steel se unió a la Royal Navy en 1979.  Prestó servicio en el portaaviones HMS Invincible y participó en los conflictos de Kosovo y Macedonia del Norte en 1999. En noviembre de 2005 asumió el mando de la Base Naval HM de Portsmouth.  En 2008 fue nombrado oficial jefe de Logística Naval y ayudante de campo de Isabel II. 
En noviembre de 2008, Steel fue nombrado director de Política de Personal de Servicio del Ministerio de Defensa y,  en abril de 2010, fue ascendido a contraalmirante y nombrado secretario naval .  Fue ascendido a vicealmirante y nombrado segundo lord del Mar en octubre de 2012. 
Steel asumió el cargo de gobernador de Gibraltar el 11 de junio de 2020. 

## Reconocimientos
Steel, que ya era comendador de la Orden del Imperio Británico (CBE), fue nombrado caballero Comendador de la Orden del Imperio Británico (KBE) en 2015 .   Fue nombrado caballero de la Orden de San Juan (KStJ) el 11 de noviembre de 2020. 